# Вовки у фольклорі, релігії та міфології

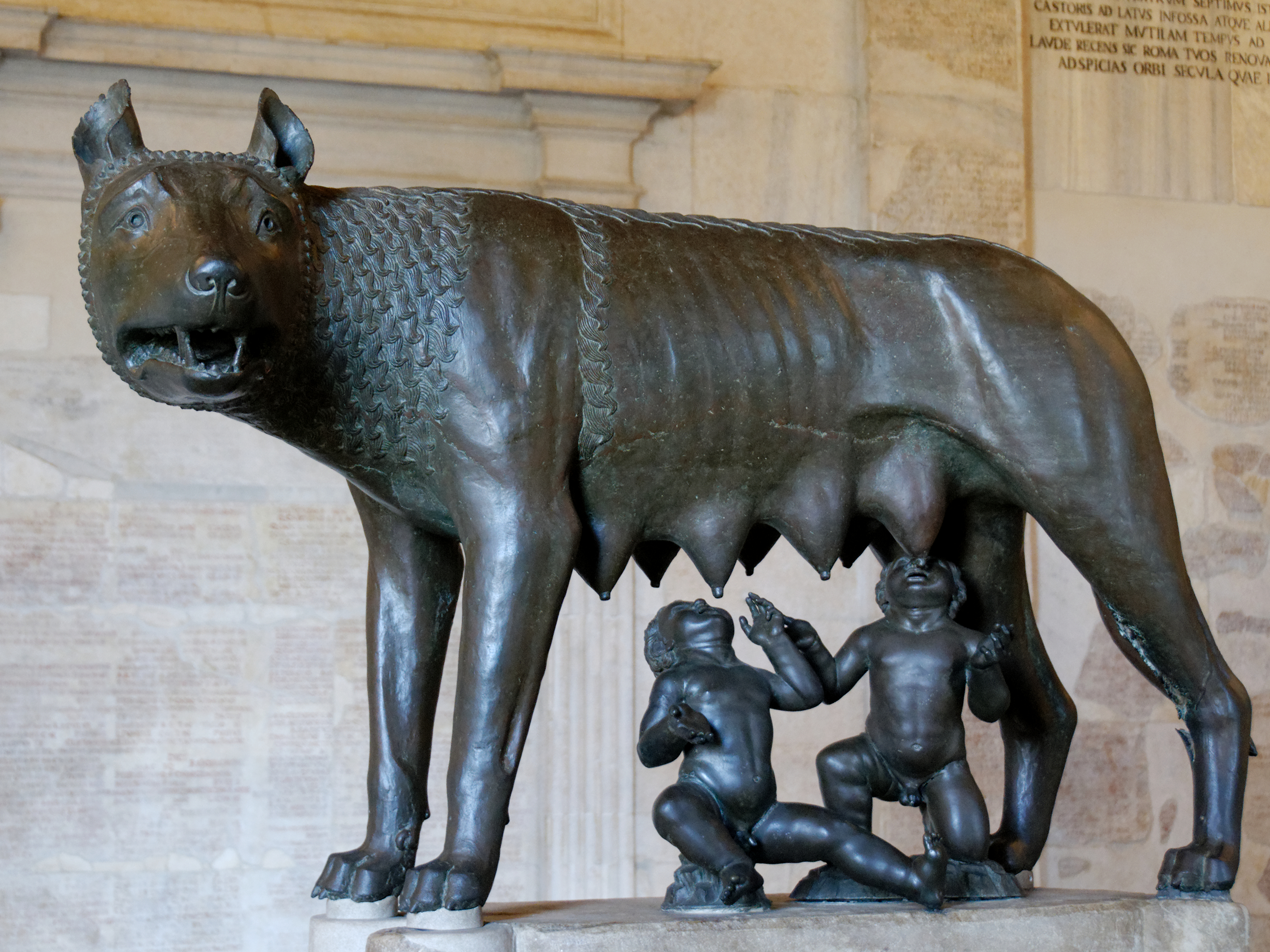
Зображення Капітолійської вовчиці з Ромулом та Ремом

Вовк є спільним персонажем для міфології та космології різних народів, а саме народів території Євразії та Північної Америки. Це пов'язане з ареалом поширення цієї тварини. Оскільки вовк — це хижак, то у міфології його зображували як небезпечного та сильного союзника чи супротивника. Неоднозначне було і його сприйняття: він міг символізувати як воїна, так і диявола. Вовк має велике значення в культурах і релігіях кочових народів, як євразійського степу, так і північноамериканських рівнин.
Також вовків асоціювали з чаклунством. Це було характерно як для північноєвропейської культури, так і для корінних американських культур певних народностей. Наприклад, у скандинавському фольклорі вельва (відьма) Гюндля та гігантка Гірроккін зображуються у вигляді вовчиць, а в культурі навахо вовки боялися відьом у вовчому одязі.

## Перші згадки про вовків
Однією з найбільш давніх письмових згадок про вовків, зокрема чорних, є сюжет у вавилонському епосі про Гільгамеша. У ньому головний герой відмовляє богині Іштар через те, що вона перетворила свого попереднього коханого, який був пастухом, на вовка, тобто ту тварину, від якої він повинен був захищати стадо.

## Кавказька культура
Назва Грузія походять з давньоперської мови і перекладається як «земля вовків». З часом слово gorğān перетворилося на термін «Грузія», який широко вживається для означення назви країни.
Також вовк є національним символом Чечні. За фольклором, чеченці «народжені вовчицею», а вовк є центральним персонажем міфології цього народу. «Вовк-одинак» символізує силу, незалежність і свободу. Прислів'я про тайпи (клани) «рівні та вільні, як вовки».

## Фіно-угорська культура

### Фінська міфологія
На відміну від лисиці та ведмедя, вовка у Фінляндії здавна боялися і ненавиділи. Вовк символізував руйнування: слово для означення вовка фінською, susi, також означає «некорисну річ», а прізвище hukka означає загибель і знищення.
Напротивагу ведмедю, який був священною твариною, на вовків полювали і вбивали. Вовк зображувався злісним хижаком, який вбиває більше, ніж з'їдає.

## Індоєвропейська культура

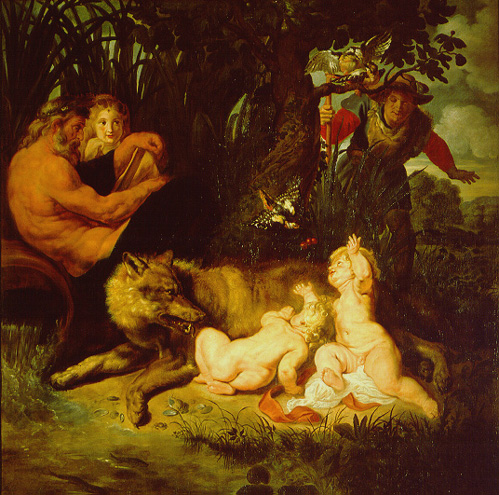
Ромул і Рем, яких вигодувала вовчиця (орієнтовно 1616 р.), Пітер Пауль Рубенс

У праіндоєвропейській міфології вовк був пов'язаний із воїнами (kóryos), які перетворювалися на вовків чи собак після проходження ініціації. Це знайшло своє відображення серед зображень Одіна.

### Балтійська міфологія
За легендою, заснування столиці Литви Вільнюса розпочалося тоді, коли великий князь Гедимін мріяв про залізного вовка, що завивав біля пагорбу. Литовську богиню Медейну описували як самотню жінку, яка не бажала одружуватися, хоча була і пишною, і красивою мисливицею. Вона була зображена у вигляді вовчиці з ескортом вовків.

### Дакійська культура
У своїй книзі «Від Залмоксиса до Чингісхана» Мірча Еліаде намагався розкрити міфологічну основу відносин між дакійцями та вовками:
- Дакійці могли називати себе «вовками» або «одними з вовків», «однієї крові з вовків», [8] [7] свідчить про релігійне значення. [9]
- Дакійці отримали свою назву від бога або легендарного предка, який з'явився у вигляді вовка [9].
- Дакійці взяли свою назву від групи іммігрантів-утікачів, які прибули з інших регіонів, або від їхніх власних молодих розбійників, які діяли так само, як вовки, які кружляли по селах і жили грабежами. Як і в інших товариствах, ці молоді члени громади проходили посвячення, можливо, до року, протягом якого вони жили як «вовк». [10] [9] Хеттські закони називали втікачів-поза законом «вовками». [11]
- Існування обряду, який надає можливість перетворюватися на вовка.[12] Таке перетворення може бути пов'язаним або з самою лікантропією, поширеним явищем, але засвідченим особливо на Балканах — Карпатах [11], або з ритуальною імітацією поведінки та зовнішнього вигляду вовка.[12] Імовірно, такий обряд був військовим посвяченням, потенційно зарезервованим для таємного братства воїнів (або Männerbünde).[12] Щоб стати грізними воїнами, вони копіювали поведінку вовка, одягаючи вовчі шкури під час обряду[9]. Сліди, пов'язані з вовками як культом чи тотемами, були знайдені на цій території з періоду неоліту, включаючи артефакти вінчанської культури: статуї вовків та досить рудиментарні фігурки, що представляють танцюристів із маскою вовка.[13][14] Предмети могли вказувати на обряди ініціації воїна або церемонії, під час яких молоді люди одягали свої сезонні маски вовка.[14] Елемент єдності вірувань про перевертнів і лікантропію існує в магічно-релігійному досвіді містичної солідарності з вовком будь-якими засобами, які використовуються для її отримання. Але у всіх є один оригінальний міф, первинна подія.[15][16]

### Скандинавська міфологія

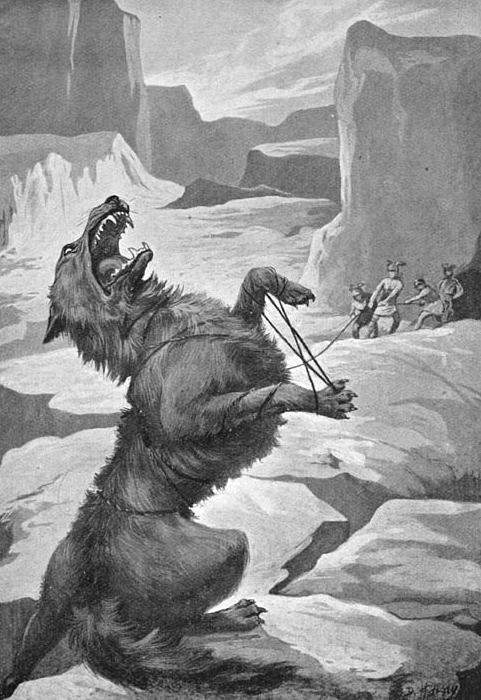
Фенрір, зв'язаний богами

Скандинавська міфологія включає в себе таких вовків:
- гігантський Фенрір, старший син Локі і Анґрбоди;
- Сколл;
- Гаті.

Фенрір був безпосередньо зв'язаний богами, але йому судилося стати занадто великим і з'їсти Одіна під час Рагнароку. Тоді він виросте настільки великим, що його верхня щелепа торкатиметься неба, а нижня торкнеться землі, коли він позіхає. Він буде вбитий сином Одіна, Відаром, який або вдарить йому ножем у серце, або розірве йому щелепи. За легендою, двоє нащадків Фенріра поглинуть сонце й місяць у час Рагнароку. Але з іншого боку, вовки Гері та Фрекі були вірними домашніми тваринами скандинавського бога Одіна, які славилися «доброю ознакою».
Вовки вважалися як негативними, так і позитивними персонажами для норвежців. З одного боку, вони можуть символізувати хаос і руйнування (наприклад Фенрір, Сколл і Хаті), а з іншого боку, вони також можуть символізувати хоробрість, вірність, захист і мудрість.
У сазі про Гервера (Одін) запитує короля Хейдрека: «Що це за лампа, яка освітлює людей, але полум'я охоплює її, і варги завжди хапаються за нею?». Хейдрек знає, що відповідь — це Сонце, пояснюючи: «Вона освітлює кожну землю і сяє над усіма людьми, а Сколла та Хатті називають варґами. Це вовки, один до сонця, другий за місяцем».
Вольф або Вульф використовується як прізвище, ім'я та прізвисько серед германомовних народів. «Вовк» також є компонентом інших німецьких імен:
- Вольфганг (вовк + банда («шлях, подорож»))
- Адольф, що походить від давньоверхньонімецького Athalwolf, що складається з athal, або adal, що означає благородний, і вовк; його англосаксонський споріднений — Æthelwulf.
- Рудольф, що походить від двох основ: Rod або Hrōð, що означає «слава», і olf, що означає «вовк» (див. також Hroðulf).

### Грецька культура
Стародавні греки пов'язували вовків із богом сонця Аполлоном.
Гора Лікайон (Λύκαιον ὄρος) — гора в Аркадії, де був розташований вівтар Зевса. Вважалося, що на ньому народився та виріс Зевс Лікайос, а також був домом для Пелазга та його сина Лікаона, який, як кажуть, заснував ритуал Зевса. У святилищі Зевса кожні чотири роки проводилися атлетичні ігри Лікая.
За Судою охоронців Пісістрата називали «вовчими лапами» (Λυκόποδες), тому що вони завжди були покриті вовчими шкурами, щоб запобігти обмороженню, а також тому, що на щитах у них був символ вовка.

### Індійська міфологія
У «Ріґведі» Ріджрашва був осліплений своїм батьком як покарання за те, що віддав 101 вівцю своєї родини вовчиці. Вона ж молилася до Ашвінів, щоб вони відновити йому зір.
Вовки час від часу згадуються у Харіванші. У ній Крішна, щоб переконати людей мігрувати у Вріндаван, створює вовків зі свого волосся, які лякають жителів Враджа і це спонукає їх мігрувати. Бхиму, ненаситний син бога Ваю, описується як Vrikodara, що означає «вовк-stomached».

### Іранська міфологія
Згідно зі зороастрійськими легендами, Зороастра в дитинстві деви (боги) віднесли до лігва вовчиці в очікуванні, що дикий звір його вб'є; але вона прийняла його серед своїх дитинчат, і Вахман привів до лігва вівцю, яка її вигодувала. (У зороастрійській легенді було неможливо, щоб сама вовчиця давала молоко немовляті, оскільки вовки вважаються давніми істотами.) Відповідно до Авести, священного тексту зороастрійців, вовки є створінням з «темряви» злого духа Арімана й уважаються одними з найжорстокіших тварин і належать до дев. Bundahishn, який є середньоперським текстом про зороастрійський міф про створення, має розділ, присвячений «природі вовків», як це видно з зороастрійських міфології та вірувань.
Вусуни, індоєвропейський напівкочовий степовий народ іранського походження, мав легенду, що після того, як їхнього царя Нандумі було вбито Юечжи, іншим індоєвропейським народом, малолітній син Нандумі Лієцзяомі був залишений у дикій природі, але його чудом врятувала вовчиця від голоду, а м'ясом — ворон.

### Римська міфологія
У римській міфології вовки в основному асоціюються з Марсом, богом війни та землеробства. Капітолійський вовк годує Ромула і Рема, синів Марса та майбутніх засновників Рима. Немовлят-близнюків наказав убити їхній двоюрідний дядько Амулій. Слуга хотів виконати наказ, однак пом'якшився і поставив обох на берег річки Тибр. Річка, яка була в повені, піднялася і м'яко понесла колиску і близнюків вниз за течією, де під захистом річкового божества Тиберіна їх усиновила вовчиця, відома на латині як Лупа, тварина, священна для Марса. Як наслідок, італійський вовк є національною твариною сучасної Італійської Республіки.
В античності вовчиця вважалася символом Риму як самими римлянами, так і націями під римським пануванням. Lupa Romana була культовою сценою, яка представляла насамперед ідею romanitas, тобто римлян. Коли його використовували в римських провінціях, то можна розглядати як вираз лояльності до Риму та імператора.
Звернення до вовків відрізнялося від поводження з іншими великими хижаками. Загалом, схоже, римляни утримувалися від навмисного заподіяння шкоди вовкам. Наприклад, на них полювали не для задоволення (а лише для того, щоб захистити стада, що перебували на пасовищі), і не виставляли їх у venationes. Особливий статус вовка не був заснований на національній ідеології, а був пов'язаний з релігійним значенням вовка для римлян.
Комік Плавт використовував образ вовків, щоб роздумувати про жорстокість людини як вовка до людини.
"Люпус" (Вовк) використовувався як латинське ім'я та як римський когномен.

### Слов'янська міфологія
У слов'янських мовах використовується термін «вовкодлак» ("перевертень"), що походить від загальнослов'янського vuko-dlak («вовче хутро»).
Вовк як міфологічна істота сильно пов'язаний із балканською та сербською міфологіями та культами. Він займає важливу роль у сербській міфології. У слов'янській, старосербській релігії та міфології вовк використовувався як тотем.  У сербській епічній поезії вовк є символом безстрашності. Вук Караджич сербський філолог і етнограф XIX століття, пояснив традиційне апотропеїчне використання імені «Вук» («вовк»): жінка, яка втратила кілька дітей поспіль, називала свого новонародженого сина Вуком, оскільки вважалося, що відьми, які «з'їдали» немовлят, боялися нападати на вовків.

## Японська міфологія
У японській міфології фермери колись поклонялися вовкам у святилищах і залишали їжу біля своїх лігв, благаючи їх захистити свій урожай від кабанів і оленів. Вважалося, що талісмани та обереги, прикрашені зображеннями вовків, захищають від вогню, хвороб та інших напастей і приносять плодючість аграрним громадам і парам, які сподіваються мати дітей. Народ айнів вірив, що вони народилися від союзу вовкоподібної істоти та богині.

## Монгольська культура
У «Таємній історії монголів» кажуть, що монгольські народи походять від спарювання лані (гуа марал) і вовка (боерте чіно). У сучасній Монголії вовк все ще вважається символом удачі, особливо для чоловіків. У монгольській народній медицині кажуть, що поїдання кишок вовка полегшує хронічний розлад шлунка, а посипання їжі порошкоподібною вовчою кишкою — лікує геморой. Монгольська міфологія пояснює випадкову звичку вовка вбивати зайве, вказуючи на їх традиційну історію створення. У ній говориться, що коли Бог пояснював вовку, що він повинен, а що не повинен їсти, він сказав йому, що він може з'їсти одну вівцю із 1000. Але вовк неправильно зрозумів і подумав, що Бог сказав убити 1000 овець і з'їсти одну.

## Тюркська міфологія
У міфології тюркських народів вовк — шанована тварина. Вовки вважалися предками свого народу. Легенда про Асену — це давній тюркський міф, який розповідає про те, як був створений тюркський народ. У Північному Китаї китайські солдати здійснили набіг на невелике тюркське село, але одна маленька дитина залишилася. Стара вовчиця з небесно-блакитною гривою на ім'я Асена знайшла малюка і вигодувала його. Потім вона народила напіввовчиць-напівлюдей, від яких і народився тюркський народ. Також у тюркській міфології вважається, що сірий вовк указав тюркам вихід з їх легендарної батьківщини Ергенекон, що дозволило їм поширитися і підкорити своїх сусідів. У сучасній Туреччині цей міф надихнув націоналістичні групи, відомі як "Сірі вовки". Як і у віруваннях більшості стародавніх народів, уважалося, що вовк володіє духовними здібностями, і що частини його тіла зберігають певні сили, які люди можуть використовувати для різних потреб.

## Арктика і Північна Америка
У більшості індіанських культур вовки вважаються ліками, асоціюються з мужністю, силою, вірністю та успіхом на полюванні.

### Арктика і Канада

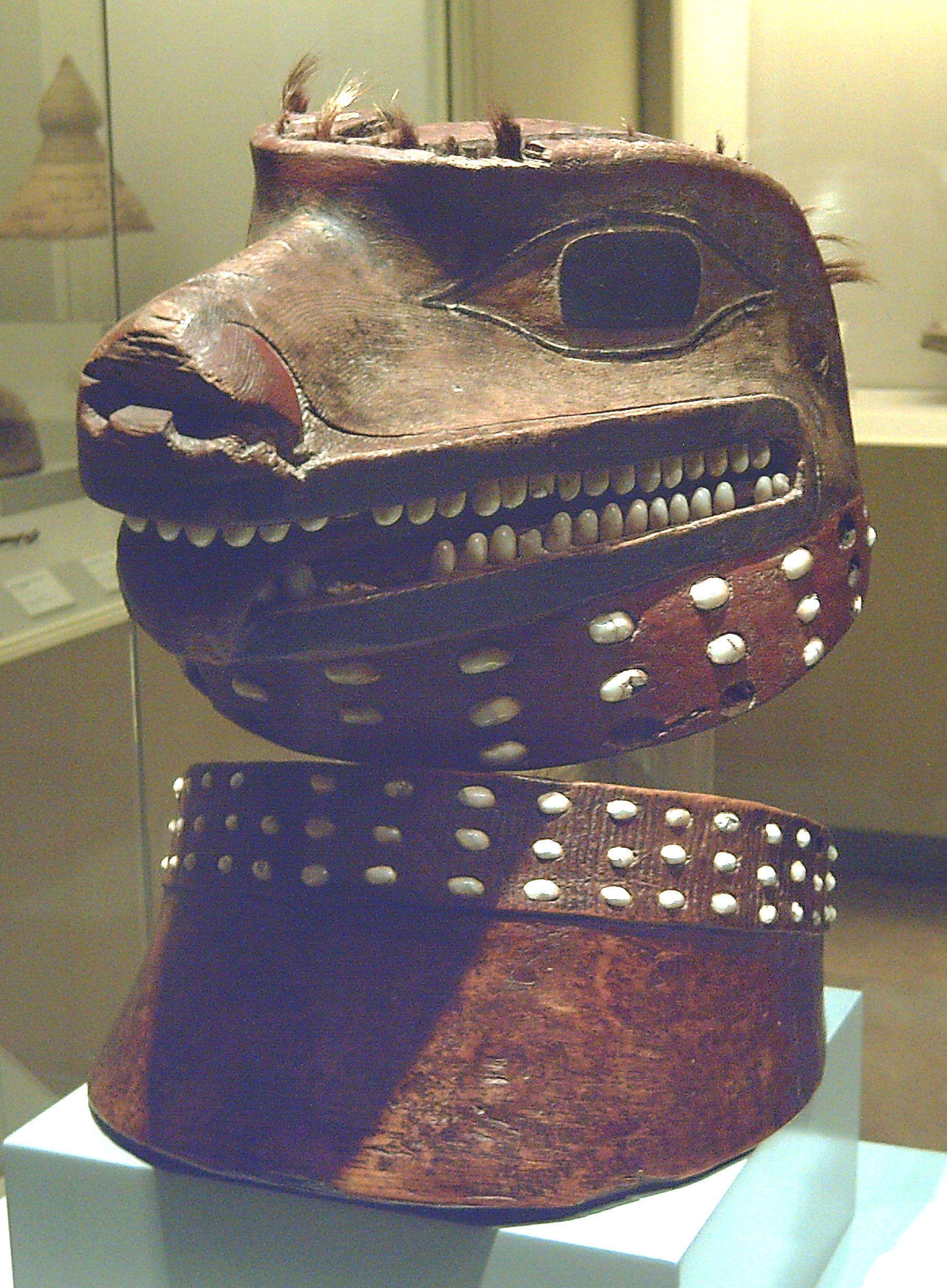
Шолом і нашийник, що зображують вовка, в Музеї Америки в Мадриді. Виготовлений із дерева, черепашки та виготовлений у 18 столітті корінним населенням тлінгітів із північно-західного узбережжя Тихого океану Північної Америки. Тлінгіти захоплювалися і боялися вовків за їх силу та лютість.

Вовки, як правило, шанувалися канадськими аборигенами, які вижили завдяки полюванню, але про них мало думали ті, що вижили завдяки сільському господарству. Деякі корінні жителі Аляски, включаючи нунаміутів як північної, так і північно-західної Аляски, поважали мисливську майстерність вовка і намагалися наслідувати вовка, щоб успішно полювати. Перші нації, такі як Наскапі, а також Скваміш і Ліл'ват, вважають вовка порадником денного полювання. Наскапі вірили, що загробне життя карибу охороняють гігантські вовки, які вбивають необережних мисливців, які наважуються підійти занадто близько. Нецилікські інуїти та Таканалук-арналук вірили, що дім морської жінки Нуляюк охороняють вовки. Вовків боялися цільхкот'їни, які вірили, що контакт з вовками призведе до нервової хвороби або смерті. Денаїни вірили, що вовки колись були людьми, і вважали їх братами.

### Сполучені Штати Америки
У кардинальних напрямках корінних американців Середнього Заходу вовк представляв захід, але для племені пауні він представляв південний схід. Згідно з міфом про створення пауні, вовк був першою істотою, яка зазнала смерті. Зірка Вовка, розлючена тим, що її не запросили на раду щодо того, як має бути створена Земля, послала вовка вкрасти вихровий мішок «Бурі, що виходить із Заходу», де були перші люди. Після звільнення з мішка люди вбили вовка, тим самим принісши у світ смерть. Корінні американці здавна бачили вовка як тварину сили. Багато племен вважають, що справжнім творцем землі був вовк. Арікара і оджібве вірили, що дух людини-вовка створив Великі рівнини для них та інших тварин. Багато племен вважають вовків близькими до людей. Причина цієї віри полягає в тому, що вовк відданий своїй зграї рису, яку племена приписували собі. Плем'я навахо було відоме тим, що проводило цілющі церемонії, коли вони закликали вовків відновити здоров'я своїм хворим. Вовків захоплювали за їх чудові мисливські здібності. Перед виходом на полювання вовків молилися. Зв'язок Пауні з вовками був настільки великий, що їхній сигнал рукою для Пауні був фактично таким же, як і для вовка. Перед битвами воїни апачі молилися, співали й танцювали, щоб отримати командну роботу, силу та хоробрість вовків. Пауні, будучи одночасно землеробським і мисливським народом, асоціювали вовка як з кукурудзою, так і з бізоном; «народження» і «смерть» Вовчої зірки (Сіріуса) були для них відображенням приходу і сходу вовка по шляху Чумацького Шляху, відомого як Вовча дорога. Плем'я навахо боялося відьом, які порушують табу (майже завжди чоловічої статі) у вовчому одязі, який називається yee naaldlooshii, що буквально означає «з цим він ходить навкарачки». Вовк на навахо — mąʼiitsoh — буквально «великий койот».
Існує легенда про Омаху, згідно з якою вовк веде пораненого воїна назад до свого табору, сповіщаючи його, коли поблизу є воїни-суперники, і показуючи йому найлегший шлях. Існує історія, яка була поширена як легенда черокі «Два вовки», яка часто згадується в засобах масової інформації, але насправді має зв'язки з притчами в християнському стилі, яку розповів міністр Біллі Грем і насправді згадував, зокрема, ескімосів, і тому, що його приписують черокі — той, що ходить по всьому світу черокі, має глибший сенс і заперечує тропу «ДОБРИЙ» ВІД «ЗЛО». У віруваннях черокі існує клан, який називається людьми вовків. Вони ніколи не вбивали б вовка, вірячи, що дух вбитого вовка помститься за його смерть. Черокі також вірили, що якщо мисливець виявляв повагу і молився до і після вбивства тварин, таких як олень, вовк, лисиця чи опосум, він захистить свої ноги від обмороження. Плем'я тева вірило, що вовки володіють силою сходу і були одними з найбільших тварин, що мають силу.

## Зображення вовків у різних релігіях

### Християнство

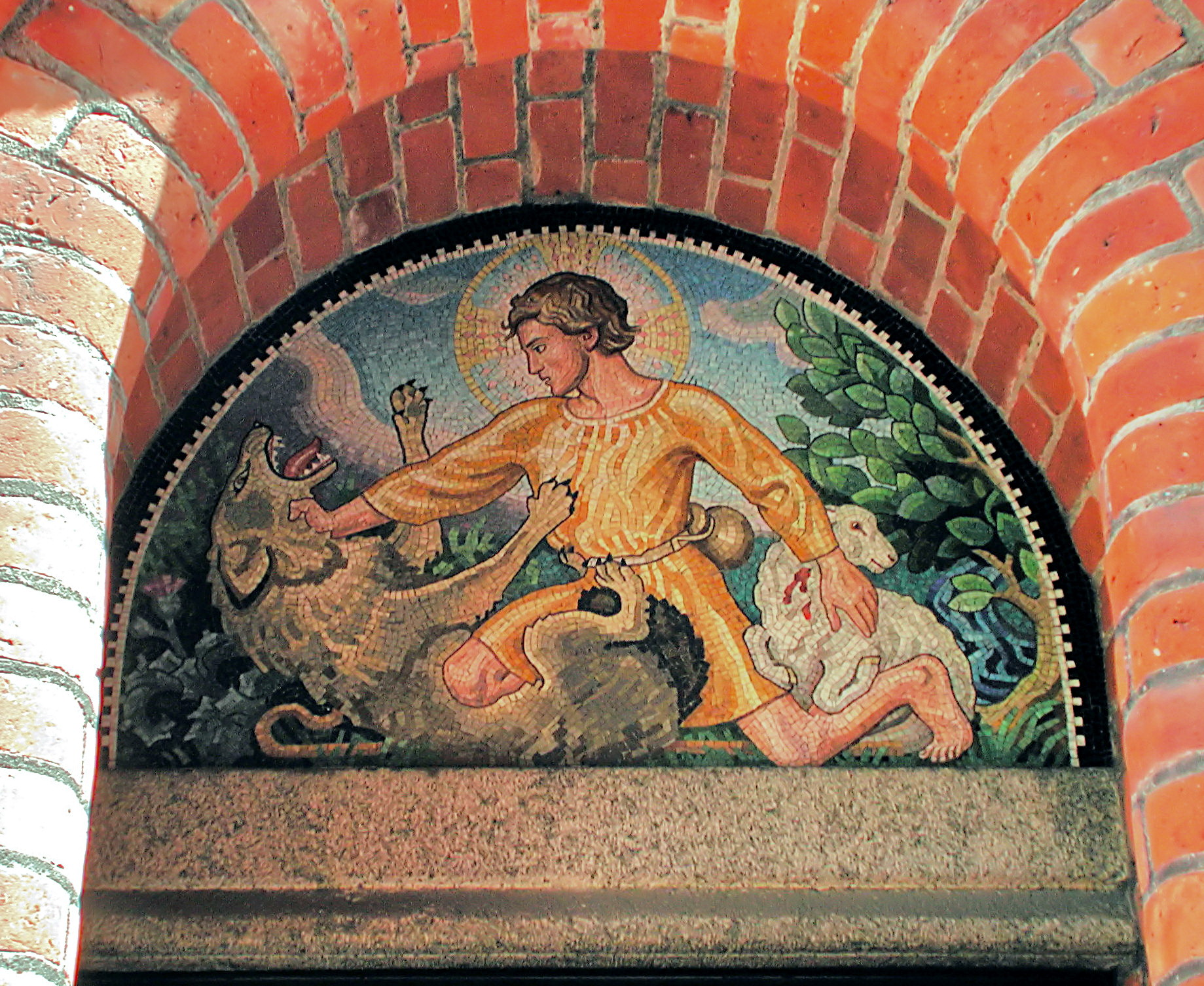
Мозаїка на вході до церкви в Данії із зображенням Доброго Пастиря, який захищає ягня від вовка

Біблія містить 13 посилань на вовків, проте вони зображаються як негативні персонажі. Зазвичай вони є уособленням жадібності та руйнівності. У Новому Завіті показано, що Ісус використовував вовків як ілюстрації до небезпеки, з якою зіткнулися б Його послідовники, якби пішли за Ним (Матвія 10:16, Дії 20:29, Матвія 7:15)

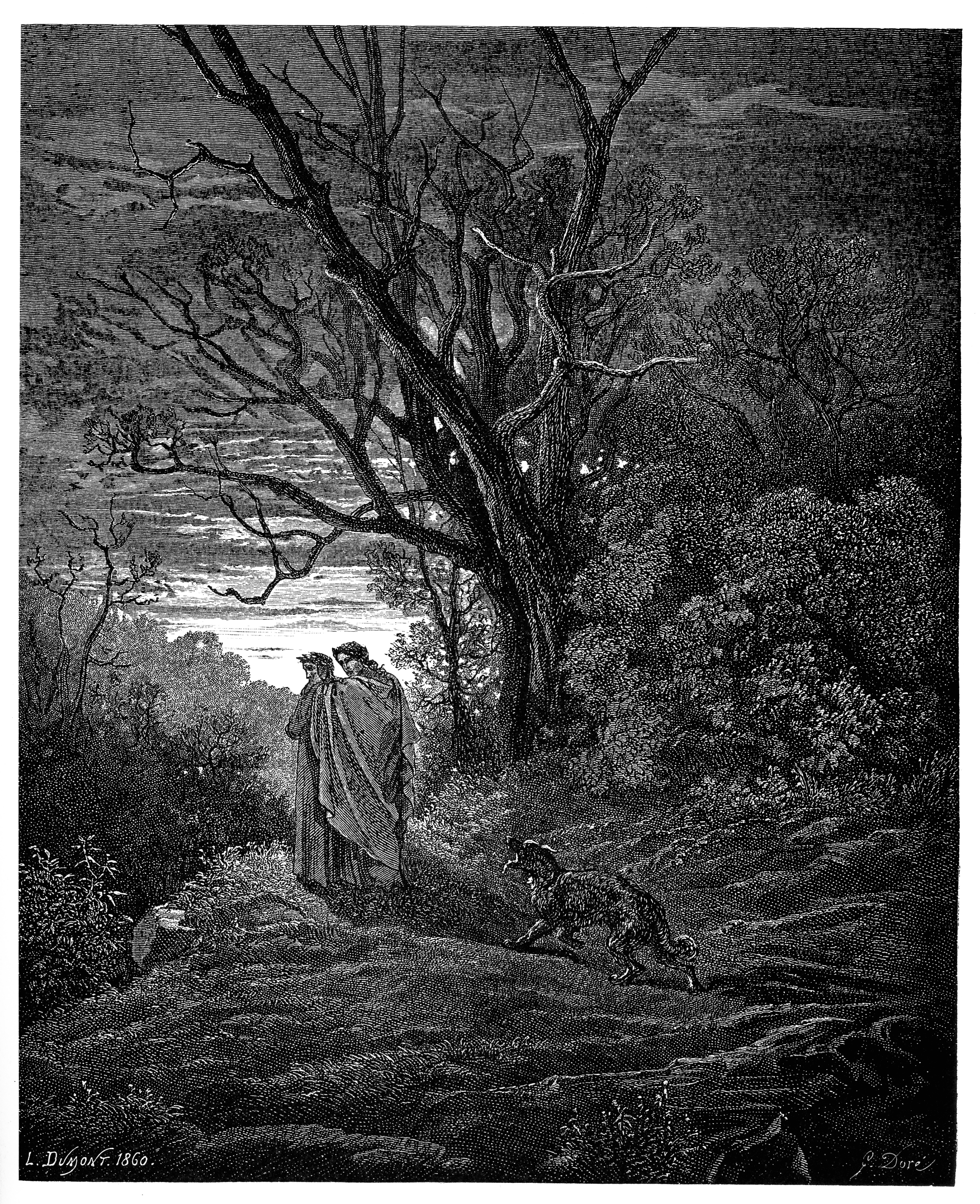
Вергілій відводить Данте від вовчиці. Г. Доре, 1861 р.

Книгу Буття тлумачили в середньовічній Європі як стверджуючи, що природа існує виключно для підтримки людини (Буття 1:29), яка повинна її вирощувати (Буття 2:15), і що тварини створені для його власних цілей (Буття 2:18). –20). Вовк неодноразово згадується у Священних Писаннях як ворог отари: метафора злих людей з жадобою влади та нечесної вигоди, а також метафора сатани, що полює на невинних богобоязливих християн, на відміну від пастиря Ісуса, який тримає його стадо в безпеці. Римо-католицька церква часто використовувала негативні образи вовків, щоб створити відчуття справжніх дияволів, які блукають у реальному світі. Цитуючи Левіт і Повторення Закону, Malleus Maleficarum стверджує, що вовки є або агентами Бога, посланими покарати грішників, або агентами Диявола, посланими з Божим благословенням, щоб переслідувати справжніх віруючих, щоб перевірити їхню віру.
Проте легенди навколо святого Франциска Ассізького показують, що він подружився з вовком. За словами Фіоретті, місто Губбіо було обложене Вовком з Губбіо, який пожирав і худобу, і людей. Франциск Ассізький, який на той час жив у Губбіо, змилосердився над городянами і піднявся на пагорби, щоб знайти вовка. Незабаром страх перед твариною змусив усіх його супутників утікати, але святий тиснув і, знайшовши вовка, перехрестився і наказав вовку підійти до нього і нікому не зашкодити. Вовк дивом зімкнув щелепи і ліг до ніг святого Франциска. «Брат Вовк, ти робиш багато зла в цих краях і зробив велике зло…» — сказав Франциск. «Всі ці люди звинувачують вас і проклинають... Але брате вовчику, я б хотів укласти мир між тобою і людьми». Тоді Франциск повів вовка до міста і, оточений переляканими громадянами, уклав договір між ними та вовком. Оскільки вовк «з голоду робив зло», городяни повинні були регулярно годувати вовка, і вовк у відповідь більше не полював ні на них, ні на їхні отари. Таким чином Губбіо звільнився від загрози хижака. Франциск, який завжди любив тварин, навіть уклав договір від імені міських собак, що вони більше не будуть турбувати вовка.
У пісні I з Пекла Данте паломник зустрічає вовчицю, яка перегороджує шлях до пагорба, залитого світлом. Вовчиця уособлює гріхи пожадливості і нестриманості. Тінь Вергілія пророкує їй, що вона одного дня буде відправлена хортом до пекла.
Значна частина символіки, яку Ісус використовував у Новому Завіті, пов'язана з пастирською культурою Ізраїлю і пояснював свої стосунки зі своїми послідовниками аналогічними відносинам доброго пастиря, який захищає свою отару від вовків. Інновація в популярному образі вовків, започаткована Ісусом, включає концепцію вовка в овечій шкурі, яка застерігає людей від лжепророків. Декілька авторів припускають, що зображення вовків Ісусом, порівнюючи їх із небезпечними та підступними людьми, було важливим розвитком уявлень про вид, який узаконив століття наступних переслідувань вовків у західному світі. Подальша середньовічна християнська література наслідувала біблійні вчення про вовка та розширювала їх. Він з'явився у виданні «Фізіолога» сьомого століття, яке наповнило язичницькі оповідання духом християнського морального та містичного вчення. Фізіолог змальовує вовків як здатних вразити людей німими на виду і мають лише один шийний хребець. Данте включив вовчицю, яка представляє жадібність і шахрайство, у першу пісню Пекла. Malleus Maleficarum, уперше опублікований у 1487 році, стверджує, що вовки є або агентами Бог, посланими покарати нечестивих, або агентами сатани, посланими з Божим благословенням, щоб перевірити віру віруючих.
Агіографія блаженного Себастьяна де Апарисіо XVI століття включає розповідь про те, що в молодості його життя, здавалося б, дивовижним чином врятував вовк. Під час спалаху бубонної чуми в його місті в 1514 році його батьки були змушені ізолювати його від громади на карантині і побудували для нього прихований притулок у лісі, де вони його залишили. Лежачи безпорадно через його хворобу, вовчиця знайшла схованку і, просунувши голову в його схованку, понюхала, а потім кусала і лизала заражену ділянку на його тілі, перш ніж втекти. З цього моменту він почав лікуватися.

### Іслам
Вовки тричі згадуються в Корані, зокрема в Сурі Юсуф, а саме:
12.13: «Він сказав: Мені, справді, прикро, що ти його зняв, і я боюся, щоб вовк не зжер його, поки ти не уважний до нього».
12.14: «Вони сказали: якщо вовк його зжере, незважаючи на те, що ми (сильна) компанія, ми неодмінно будемо невдахи».
12.17: «Вони сказали: о наш батько! Напевно, ми пішли з перегонів і залишили Юсуфа біля свого товару, тож вовк його зжер, і ви нам не повірите, хоча ми правдиві».

## Вовки в сучасних фольклорі, літературі та поп-культурі
На популярність образу вовка суттєво впливає стереотипне уявлення про «великого поганого вовка» з Езопівських байок та казок братів Грімм. Християнська символіка, де вовк уособлює диявола або зло, що слідує за «вівцями», є популярним у літературі. У «Лікіді» Мільтона ця богословська метафора була дуже чіткою:
«Голодні вівці дивляться вгору і не нагодовані / Але вітром роздуті, і туман тягнуть / Гниють усередині і поширюються нечисті зарази: Крім того, що похмурий Вовк з таємною лапою / Щодня швидко їх пожирає»
Вовк як символ воїна або захисника, іноді в поєднанні з християнською символікою як вовк, що уособлює зло чи диявола, став популярним атрибутом у субкультурі хеві-метал музики, яку використовували такі гурти, як Sonata Arctica, Мардук, Watain, Wintersun, і Вольф.
Вовки є популярним вибором для особин «фурсона» у пухнастих фандомах.